# Kutantaka
Kutantaka es una congregación del municipio de Navojoa, ubicada en el sur del estado mexicano de Sonora. Según los datos del Censo de Población y Vivienda realizado en 2020 por el Instituto Nacional de Estadística y Geografía (INEGI), tiene una población de 279 habitantes.
Fue fundada en los años 1920 bajo el nombre de Cutataila, hasta el año de 1995 se le cambió a Cutantaca o Jutantaca.
En Kutantaka existe una gran escasez de agua desde el año 2014, por lo que es común que sus habitantes se abastezcan de agua trayéndola de otros pueblos, e incluso de la ciudad de Navojoa, la cabecera del municipio, la cual se encuentra a 30 kilómetros de trayecto.

## Geografía
Kutantaka se sitúa en las coordenadas geográficas 27°06'27" de latitud norte y 109°3'07" de longitud oeste del meridiano de Greenwich, a una elevación de 36 metros sobre el nivel del mar.